# Полетика, Иван Андреевич
Иван Андреевич Полетика (1722—1789) — российский врач, профессор, доктор медицины (с 1754).

## Биография
Отцом Ивана Андреевича был представитель казацкой старши́ны, бунчуковый товарищ, а позже войт г. Ромны Андрей Павлович Полетика (ок. 1708—1773). Их предок шляхтич Иван Иванович Полетика (Политика), записанный в казацкий реестр 1649 года казаком Лубенской сотни Миргородского полка, был убит в 1673 в битве под Хотином во время польско-турецкой войны, оставив сиротами двух малолетних сыновей Павла и Григория.
И. А. Полетика в 1735—1746 прошёл курс обучения в Киево-Могилянской академии, затем на свои средства продолжил изучать медицину в университете немецкого города Киль (ныне Университет имени Христиана Альбрехта). Был церковнослужителем у российской посольской Екатерининской церкви г. Киль.
В 1750 поступил учеником в Санкт-Петербургский военно-сухопутный генеральный госпиталь, но вскоре вновь уехал за границу, поступил в медицинскую академию Киля и в 1754 получил степень доктора медицины в Лейденском университете (Голландия) за диссертацию «Dissertatio medica inauguralis de morbis haerediteris» («Иннаугурационная медицинская диссертация про наследственные болезни»), после чего Кильский университет избрал его, первым из российских подданных в иностранном университете, профессором.
В 1756 вернулся в Россию и вскоре был назначен, также первым из российских подданных, старшим доктором сухопутного госпиталя. Здесь он вступил в ожесточенную борьбу со злоупотреблениями и хищничеством, практиковавшимися военной коллегией и особенно начальником госпиталя генералом Вертером, и благодаря поддержке архиятра Кондоиди добился в значительной степени устранения их и отставки Вертера.
С 1768 служил доктором при карантинной заставе в Василькове Киевской губернии, самоотверженно боролся с эпидемией чумы. Должность васильковского карантинного врача он занимал в течение 20 лет до самой смерти. Кроме того, И. А. Полетика успешно работал в карантинном госпитале в Киеве.

## Семья
И. А. Полетика был женат на турчанке, захваченной русскими при взятии Очакова. В браке с ней родились:
- Александр,
- Михаил (1768—1824), секретарь императрицы Марии Фёдоровны, жены Павла I, действительный статский советник,
- Анна,
- Екатерина (1772—1842), фрейлина,
- Наталья,
- Пётр (1778—1849), дипломат, сенатор, действительный тайный советник,
- Апполон (до 1782), выпускник Пажеского Корпуса,
- Иван (младший).